# Isocolpodia alta
Isocolpodia alta är en tvåvingeart som först beskrevs av Ephraim Porter Felt 1908.  Isocolpodia alta ingår i släktet Isocolpodia och familjen gallmyggor.
Artens utbredningsområde är New York. Inga underarter finns listade i Catalogue of Life.